# Morgan City (Luizjana)
Morgan City – miasto (city) w parafii St. Mary, w południowej części stanu Luizjana, w Stanach Zjednoczonych, położone nad rzeką Atchafalaya i kanałem Intracoastal Waterway. W 2018 roku miasto liczyło 10 918 mieszkańców.
Zasiedlone w 1850 roku, miasto formalnie założone zostało w 1860 roku pod nazwą Brashear City. W 1876 roku nazwa zmieniona została na cześć Charlesa Morgana, magnata kolejowego.
W 1947 roku na południe od miasta, na Zatoce Meksykańskiej rozpoczęła działanie pierwsza w Stanach Zjednoczonych pełnomorska platforma wiertnicza. Poza przemysłem naftowym, w mieście rozwinęło się rybołówstwo oraz przemysł metalowy, chemiczny i maszynowy. Działa tu port towarowy.